# Варакка, Хосе
Хосе Варакка (исп. José Varacka; 27 мая 1932, Буэнос-Айрес — 22 октября 2018) — аргентинский футболист и тренер, полузащитник.

## Клубная карьера
Хосе Варакка начинал свою футбольную карьеру в 1952 году в клубе «Индепендьенте». В 1954 году он участвовал и отличился голом в знаменитой победе «Индепендьенте» (6-0) над мадридским «Реалом». В 1960 году Варакка перебрался в «Ривер Плейт», в котором отыграл 6 сезонов.
В 1966 году Варакка перешёл в «Сан-Лоренсо де Альмагро», после сезона в нём, он продолжил свою карьеру в чилийском «Коло-Коло», а затем и в перуанском «Мирафлоресе».

## Международная карьера
Хосе Варакка попадал в состав сборной Аргентины на Чемпионатах мира 1958 и 1966 годов. На турнире 1958 года он выходил в стартовом составе Аргентины во всех её 3-х матчах против сборных ФРГ, Северной Ирландии и Чехословакии. На чемпионате же 1966 года он из 4-х игр Аргентины на турнире не провёл ни одной.

## Достижения

### Клубные
Индепендьенте
- Чемпион Аргентины: 1960